# To Write Love on Her Arms
To Write Love on Her Arms, även benämnd Day One, är en amerikansk dramafilm från 2012, regisserad av Nathan Frankowski. Filmen är baserad på To Write Love On Her Arms.

## Handling
19-årige Renee Yohe (Dennings) har alltid älskat sagor: idén om en prinsessa, en hjälte och ett lyckligt. Men hennes liv är som en mörkare historia. Som hon kämpar med drogmissbruk, manisk depression, självskador och andra livsfrågor, leder det i slutändan till grundandet av välgörenhetsgruppen att skriva kärlek på hennes armar och hennes resa till återhämtning.

## Roller
- Kat Dennings – Reene Yohe
- Chad Michael Murray – Jamie Tworkowski
- Rupert Friend – David McKenna
- Corbin Bleu – Mackey
- Mark Saul – Dylan
- Juliana Harkvay – Jessie
- Drayton Bal – Ung Dylan